# 中央競馬実況中継 (STVラジオ)
中央競馬実況中継（ちゅうおうけいばじっきょうちゅうけい）はSTVラジオが毎週土曜・日曜日に放送している中央競馬中継番組である。

## 概要
東西主場のメインレースをネット受けする他、6月から9月にかけて行われる北海道開催分（函館競馬場・札幌競馬場）の準メイン・メインレースを自社制作・中継し放送する。
土曜・日曜14時・15時台に放送される自社制作のワイド番組（土曜：「明石のいんでしょ大作戦!」、日曜：「草野あずみのハッピー競馬」）の内包番組として放送される。但しいずれも各レースそれぞれ発走直前から放送される内包コーナーとして放送され、レース実況のみの放送となる。当日放送された全レースの結果と払戻金については当番組終了後の16時台の自社制作のワイド番組のスタジオにてまとめて伝えられる。
1月5日の中山金杯・京都金杯開催日や12月28日のホープフルステークス開催日、月曜日や金曜日の祝日など3日間開催などで平日に中央競馬が開催される場合、当日行われるメインレースを中心に当番組が放送される。この場合でも、通常平日15時台の自社制作のワイド番組（現在はまるごと!エンタメ〜ション）の内包番組として放送される。また、12月24日のラジオ・チャリティー・ミュージックソンなど競馬開催日に特番で通常の内包先番組が休止する時も、当番組は内包コーナーとして通常通り放送する。

## ネットワーク
通常は土曜日の東日本主場メインレースはラジオ日本（RF）、関西開催分をラジオ関西（CRK：MBSと提携）、日曜日が関東開催分をニッポン放送（LF）、関西開催分をMBSラジオ（MBS）のネットを受けて放送する。
STV制作の実況は重賞競走であれば、土曜日がラジオ日本へ、日曜日はニッポン放送・ラジオ日本の両局にサイマル放送を行う

### 東日本主場
東京・中山が該当。両局は夏季福島・新潟開催時も自社制作を行うが、当番組ではRFC・BSNからネット受け。
- ラジオ日本（RF、『土曜競馬実況中継』）
  - 土曜日並び祝日など平日の北海道開催期間外のメインレースのみネット受け。
  - 変則開催時など、日曜以外で新潟開催時のメインレースをネットする際、BSNが制作を行わずラジオ日本が新潟から自社制作を行う場合はラジオ日本制作をネット受けする。
- ニッポン放送（LF、『日曜競馬ニッポン』→『日曜のへそ第2部』内包）
  - 北海道開催期間外は日曜日の準メイン及びメインレースをネット受け。北海道開催期間内の6月は日曜日の重賞レースなど主要メインレースのみネットを受けて放送する（週によっては放送なし）。
  - 平日開催時、ホープフルステークス開催日などでニッポン放送が競馬中継を実施する場合、当日の東日本主場メインレースはニッポン放送制作をネット受けする。
- ラジオ福島（rfc、『福島競馬実況中継』）
  - 重賞のみネット受け。
- 新潟放送（BSN、『BSNラジオ競馬中継』）
  - 重賞のみネット受け。

### 西日本主場
京都・阪神、夏季開催や両競馬場代替開催時の中京・小倉が該当。また、第3場としての小倉（2019年より）開催時や、主に土曜日などCBCが中継を行わない場合に加え、G1競走の高松宮記念やチャンピオンズカップ開催時の第3場としての中京開催時もMBS制作分を重賞レースのみネット受けする。
祝日などの平日開催時『GOGO競馬ホリデー!』などで放送する場合、当日放送する制作局のメインレースのみネットする。
- ラジオ関西（CRK、『GOGO競馬サタデー!』：MBSラジオと提携）
  - 土曜日の北海道開催期間外のメインレースのみネット受け。
- MBSラジオ（MBS、『GOGO競馬サンデー!』）
  - 北海道開催期間外は日曜日のメインレースのみネット受け。北海道開催期間内は日曜日の重賞レースなど主要メインレースのみネットを受けて放送する（週によっては東日本主場と同じく重賞レースが組まれても放送されない場合がある）。
- CBCラジオ（CBC、『CBCラジオ制作GOGO競馬サンデー』）
  - 第3場開催の日曜日のG2以下の重賞のみネット受け。

### 代替競馬などイレギュラー開催の場合に限りネット受け
- ラジオNIKKEI（RN、『中央競馬実況中継』）
  - 代替競馬・続行競馬で土曜日・日曜日以外に1場開催される場合などで、かつ通常のネット局で重賞含めメインレースの放送、裏送りがない場合にネット受け。
  - 基本的にメインレースが重賞の場合はラジオ日本で放送されることが多く、その場合東主場はラジオ日本からネット受け、西主場はMBSラジオ・ラジオ関西から裏送りを受ける。

## 放送されるレース
土曜日と日曜日、並び平日開催時では放送されるレースの数が異なる。下記に示す。
北海道開催以外
- （土曜日・平日開催時）関東と関西の各メイン競走を放送。第3場で重賞が行われる場合はそのレースを放送することがあり、関東・関西の各メイン競走どちらかはネットしない。平日開催時も同様。
  - 一例として、2022年4月23日は、福島（福島牝馬ステークス）と東京の各メイン競走をネットし、阪神のメイン競走はネットしなかった[8]。
- （日曜日）関東の準メイン競走及びメイン競走、関西メイン競走を放送[9]。第3場で重賞が行われる場合は、関東・関西・第3場の各メイン競走を放送。

北海道開催時
- （土曜日）札幌・函館のメインとその前の競走（※）を放送
  - （※）第10競走・第11競走を放送[10]。
- （日曜日）札幌・函館で行われる後半2レース（※）、東日本主場（東京・福島・新潟）、西日本主場（阪神・中京・小倉）のメイン競走（主に重賞競走）を放送。3レースまでの放送であるが、札幌・函館のレースが優先される。このため、当日東西主場両方で重賞競走が行われる場合でも、東日本主場のレースのみ放送。
  - 一例として、2022年8月14日は札幌第10・11競走を中継し、関屋記念（新潟）をネット。小倉記念はネットしなかった[11]。
  - （※）第10競走・第11競走を放送[12]

2023年現在、中継するレースの数は北海道開催の有無に関わらず、土曜日は2レース・日曜は3レースとなっている。

## 北海道開催時の実況担当
2名がレース前の進行と実況担当に分かれて、中継を行う。2022年までニッポン放送、RFラジオ日本への二重制作がある場合、自社分の進行担当がRF向けの実況を兼務していた。
- 溝渕信（イメージランド→北海道PR広告社所属）
  - STVだけでなく、在道各局を中心にラジオ・テレビ番組等の制作請負を行う会社に所属し、本職はディレクター。他局へネットする場合は便宜上「STVラジオの溝渕信アナウンサー」と紹介される。
  - 1989年から1991年にかけて、平日夜ワイド時間帯で放送された『夜は金時』に覆面パーソナリティ『ミスターSHINN』として出演。競馬ゲームを使った実況の真似事（「夜金エキサイト競馬」）がきっかけで、番組終了後の1993年頃から正式に中央競馬中継を担当する。
- 太田裕士（オフィスボイス所属）
  - 2010年より担当。2012年度よりばんえい競馬の実況も兼務。

過去
- 永井公彦 - 2019年まで。2015 - 2019年は札幌開催時の重賞競走で、自社向けの実況をメインに担当した。
- 藤井孝太郎
- 巻山晃 - STV在職中から、定年に伴い札幌映像プロダクションへ移籍した後も担当した。
- 高野義雄（ - 2011年） - 2009年まで実況、2010、2011年は進行のみ。
- 宮永真幸（ - 2011年）

## イレギュラー編成

### ファイターズ中継実施時
2007年より、プロ野球北海道日本ハムファイターズのデーゲーム中継（『STVファイターズLIVE』。2010年まで『STVラジオ ファイターズスタジアム』）が年度によって随時行われるようになったが、土日などの開催時でも競馬中継は優先し、野球中継を一時中断して放送する。この場合でも中継レース数は通常と同じであり、各レース毎に発走直前に野球中継を一時中断し、競馬中継まではスタジオ担当者が進行。レース終了後に野球中継を再開する編成を取る。また、全レースの結果と払戻金については野球中継終了後にスタジオ担当者が読み上げる。
- 2007年から2009年までは、日曜のみ『サンデーミュージックファイター』の番組内でデーゲーム中継を実施。競馬中継は野球中継中断する形で放送。スタジオ進行はミュージックファイター同様、ようへいが務めた。一方、土曜は2016年まで『日高晤郎ショー』を最優先し、デーゲーム中継は組まれなかった為、通年日高晤郎ショーの番組内で競馬中継を放送した。
- 2010年よりサンデーミュージックファイターに代わり、『Yo!Hey!サンデー!』が開始すると日曜のデーゲーム中継の放送はなくなり、競馬中継は通年同番組内のコーナーとして放送された（2015年度まで。2016年度のみ、喜瀬と通夫の日曜楽楽生ワイド）。但し、この期間中もデーゲーム中継が臨時に実施されたことがあり、この場合はいずれもようへいサンデーを15時まで短縮、競馬中継はデーゲーム中継内で実施。スタジオ進行はミュージックファイター同様、ようへいが担当した。実施日は以下の通り。
  - 2010年9月26日　対西武戦（札幌ドーム最終戦であったため）
  - 2013年6月9日　対ヤクルト戦（NRN独占カードのヤクルト主催試合であったため。6月8日のヤクルト戦はSTVが放送しなかったため、HBCラジオが中継した）
- 2017年から2020年まではSTVラジオがファイターズ全試合中継を行う為、シーズン中は土曜は『GO!GO!サタデー[15]』、日曜は『喜瀬ひろしの楽楽日ようび』（2017年度のみ）→『GO!GO!サンデー』（2018～2020年）のフロート番組としてデーゲーム中継を実施。競馬中継も両番組の内包番組として、デーゲーム中継放送時は一時中断して放送された。いずれもデーゲーム開催・非開催問わずスタジオ進行は両番組のパーソナリティが務めた。
- 2021年以降、再びデーゲーム中継の定時放送は終了したが、対ヤクルト戦や日本ハムがクライマックスシリーズに進出し、デーゲームが組まれた際は特例で中継を行う場合がある。なお、その際も野球中継を一時中断し、当番組を放送する。

### 変則開催に伴う対応
レースの格・日程編成によっては、ネット先のラジオ日本・MBSラジオが札幌競馬場・函館競馬場から自社制作を行う場合がある。いずれの場合もSTVラジオが技術協力を行う。
- 2017年1月17日に代替競馬として開催された京都競馬では、メインレースは重賞である日経新春杯だったが、通常ネット受けするMBS・ラジオ関西がいずれも制作されなかったことから、ラジオNIKKEI第2放送をネット受けした。
- 2019年まで、8月に札幌競馬場で開催のワールドオールスタージョッキーズの当日はラジオ日本・MBSラジオが現地から自社制作を行っていた。3年ぶりに再開した2022年以降はラジオ日本は現地から自社制作を行わずSTV制作をネット、最終競走となる第4戦はSTVが裏送り制作を行う。
- 2024年は、新潟競馬場で暑熱対策の一環として、競走時間帯の拡大が行われる期間は西日本主場で開催が無いため、MBSラジオでは札幌に乗り込み自社制作行った。また、ラジオ日本は新潟競馬はレースを休止をする時間が3時間半程あるため、札幌競馬の第５競走からメインレース含めMBS制作をネット[16]、STV制作の実況はニッポン放送のみにネットされる。2024年7月28日に行われた道新杯クイーンステークスが最初の事例となった。
- 2024年10月12日は京都・新潟、14日（スポーツの日）は東京・新潟の2場開催となる変則3日間開催となった為、両日とも新潟メイン競走も放送。いずれも新潟放送（BSNラジオ）が当日制作を行わなかった為、ラジオ日本からネット受けして放送した。
- 2025年2月10日はその2日前に降雪の影響で中止となった京都競馬の代替開催で、MBSラジオ・ラジオ関西が自社制作はもとより裏送りも行わなかったため、ラジオNIKKEI第2放送からネット受けした。
- 2025年7月26日から8月17日までは、暑熱対策の一環として、前年と同じく新潟競馬に加え中京競馬でも12時台から14時台まで休止時間を設けたことに伴い、ラジオ日本・ラジオ関西（土曜日）・MBSラジオ（日曜日）は休止時間中は札幌競馬のレースを放送。前年と異なりMBSが実況アナウンサーを札幌競馬場に派遣しなかった為、STVが札幌5レースから9レースまで裏送り制作でラジオ日本・ラジオ関西・MBSラジオへネット[17]した。